# Microstegium somae
Microstegium somae là một loài thực vật có hoa trong họ Hòa thảo. Loài này được (Hayata) Ohwi mô tả khoa học đầu tiên năm 1942.